# WTX
WTX — стандарт компьютерного форм-фактора, разработанный компанией Intel в 1998 году специально для мощных серверов того времени на платформе Xeon.

## История
Несмотря на наличие к моменту появления стандарта двух других стандартов форм-факторов — AT и ATX, концепция которых позволяла использовать блоки питания мощности, достаточной для обеспечения нужд персональных компьютеров, для мощных рабочих станций и серверов этих стандартов было недостаточно. Помимо этого, в их случае требовалась большая необходимость в обеспечении нормального охлаждения, удобной поддержке многопроцессорных конфигураций, размещении больших объёмов оперативной памяти, портов контроллеров, накопителей данных и портов ввода-вывода.
В связи с этими проблемами в 1998 году была создана спецификация WTX, ориентированная на поддержку двухпроцессорных материнских плат любых конфигураций и различных технологий видеокарт и памяти.